# Q Lazzarus
Q Lazzarus, née le 12 décembre 1960 à Neptune (New Jersey) et décédée le 19 juillet 2022, était une chanteuse américaine, connue pour le succès sans lendemain Goodbye Horses, écrit et composé par William Garvey.

## Biographie
Q Lazzarus naît le 12 décembre 1960 à Neptune, dans le New Jersey,,.
Avant d'être chanteuse, Q Lazzarus a été conductrice de taxi à New York. Elle apparaît en 1986 dans le film Dangereuse sous tous rapports, interprétant le titre The Candle Goes Away, puis en 1993 dans le film Philadelphia, interprétant cette fois Heaven, un titre des Talking Heads. En 1996, elle contribue à la bande son du film Twisted.
Un peu avant 1996, le groupe de Q Lazzarus décide de se séparer. Peu d'informations ont circulé sur sa composition, mis à part la participation de Mark Barrett et du compositeur William Garvey mort en août 2009.
Elle meurt le 19 juillet 2022 d'une maladie. Peu avant sa mort, elle participait à un documentaire sur son histoire, dont la sortie posthume est prévue en 2023, et prévoyait de faire son retour sur scène. Intitulé Goodbye Horses : The Many Lives of Q Lazzarus, le documentaire est un projet de la réalisatrice et amie Eva Aridjis.

### Goodbye Horses
Écrite et composé par William Garvey le titre Goodbye Horses porté par la voix de contralto de Q Lazzarus connaît un vif succès à la suite de sa présence dans Le Silence des Agneaux et ressort en 1991 dans une version allongée. Lors de la scène du striptease de l'antagoniste du récit, surnommé "Buffalo Bill". La scène, musique comprise, est notamment parodiée dans le film Clerks 2 et dans la série animée Les Griffin (épisode 13 - saison 7, Dopage). Jonathan Demme réalisateur du film avait déjà utilisé ce titre dans son précédent film Veuve mais pas trop. La chanson se retrouve ensuite dans les bandes sons de nombreux films, séries et jeux vidéo : Maniac en forme de clin d'œil une des victimes du tueur en série lui fait écouter chez elle le morceau sur disque vinyle peu avant d'être sauvagement assassinée, Fully Flared, Nip/Tuck, Grand Theft Auto IV et Skate 3.
Plusieurs reprises du titre ont été enregistrées, notamment par Crosses, le side project musical du chanteur de Deftones, Chino Moreno. En 2015 une reprise en français par le groupe français Grand Blanc Au Revoir Chevaux.
Dans la culture populaire américaine, le morceau est connu comme étant The Buffalo Bill Song (« la chanson de Buffalo Bill »).

## Discographie
- 1991 - Goodbye Horses (Single) (All Nations Records)
- 2025 - Goodbye Horses: The Many Lives of Q Lazzarus (Music From The Motion Picture) (Compilation de 21 titres enregistrés entre 1985-1995) (Sacred Bones Records)

## Note
1. ↑  Guillaume Schnee, « Q Lazzarus, l'interprète de "Goodbye Horses" est morte » , sur FIP, 19 août 2022 (consulté le 19 août 2022)
2. 1 2  Jon Blistein, « Q Lazzarus, artiste culte de « Goodbye Horses », est morte » , sur Rolling Stone, 19 août 2022 (consulté le 19 août 2022)
3. ↑  (en) Jordan Darville, « Q Lazzarus, elusive singer of “Goodbye Horses,” has died » , sur The Fader, 18 août 2022 (consulté le 20 août 2022)
4. 1 2  Eklecty-City, « Goodbye Horses : L'incroyable histoire de Q Lazzarus - EklectyCity », sur Eklecty-City, 2 août 2022 (consulté le 21 août 2022)
5. ↑  Eklecty-City, « Q Lazzarus : Un documentaire sur l'interprète de "Goodbye Horses" », sur Eklecty-City, 21 août 2022 (consulté le 21 août 2022)
6. ↑  Voir à ce sujet la critique du film sur Gentle Geek.